# カリケアミシン
カリケアミシン（calicheamicin）類は、バクテリアMicromonospora echinosporaに由来するエンジイン抗生物質の一群である。カリケアミシンγ1が最もよく知られている。カリキアマイシンとも呼ばれる。カリケアミシンは1980年代中頃に、テキサス州カービルの白亜質の土壌から単離された。試料はLederle研究室で働く化学者によって採取された。カリケアミシンは全ての細胞に対して極めて毒性が強く、2000年にはCD33抗原標的型免疫抱合体N-アセチルジメチルヒドラジドカリケアミシンが開発され、非固形がん急性骨髄性白血病 (AML) に対する分子標的治療薬として市場に出された。カリケアミシンγ1および類似するエスペラミシンは、知られている中で最も強力な抗腫瘍剤である。

## 毒性機序
カリケアミシン類はDNAを標的とし、DNA鎖の切断を引き起こす。カリケアミシン類はDNAのマイナーグルーブに結合し、そこでバーグマン環化と類似した反応を起こし、ジラジカル種を生成する。全てのエンジイン類のように、このジラジカル（1,4-ジデヒドロベンゼン）は、次にDNAの主鎖のデオキシリボースから水素原子を取り去り、結果としてDNA鎖の切断が起きる。

## 生合成
この分子の生合成の核となる代謝経路は、その他のエンジイン化合物のものと似ており、ポリケチド合成酵素経路を経て起こる。カリケアミシンのDNAのマイナーグルーブへの結合の特異性は、この分子のアリールテトラサッカリド基によるものであることがCrothersらによって明らかにされた。

## 歴史
アレクサンドロス大王は、この化合物によって汚染されたステュクス川の水を飲んで中毒になったと提唱されている。